# Jeunesse sportive d'El Biar
La Jeunesse sportive d'El Biar (en arabe : الشبيبة الرياضية للأبيار), plus couramment abrégée en JS El Biar, est un club de football algérien fondé en 1944 et basé à Alger, dans la commune d'El Biar.
Son premier siège social était  au 106, boulevard Gallieni. Ses couleurs sont le rouge et le bleu et il évolue actuellement en inter régions, 3e division dans la hiérarchie du football national.

## Historique
Le club a évolué en deuxième division algérienne lors des années 1960 et 1980 et en Régionales 1 et 2 depuis les années 90s avec quelque participations en Coupe D'Algérie. Le club accède, en 2024, en deuxième division algérienne.Pour sa première année en ligue 2 la JSEB est classée troisième.

## Parcours

### Classement en championnat par année depuis 1962 connue a ce jour
- 1962-63 : C-H, Gr. Centre/II, 2e
- 1963-64 : DH, Gr. Centre, 9e
- 1964-65 : D2, 11e
- 1965-66 : D2, 14e
- 1966-67 : ?, ?e
- 1967-68 : ?, ?e
- 1968-69 : ?, ?e
- 1969-70 : D3, 1er
- 1970-71 : D2, Gr. Centre-Ouest, 3e
- 1971-72 : D2, Gr. Centre/2, 3e
- 1972-73 : D2, Gr. Centre, 10e
- 1973-74 : D2, entre 8e et 12e
- 1974-75 : D2, entre 7e et 11e
- 1975-76 : D2, 5e
- 1976-77 : D2, 12e
- 1977-78 : D2,6e
- 1978-79 : D2,12e
- 1979-80 : D3
- 1980-81 : Inconnu
- 1981-82 : D3, 1er
- 1982-83 : D2,13e
- 1983-84 : D3,1er
- 1984-85 : D2,10e
- 1985-86 : D2,8e
- 1986-87 : D2,10e
- 1987-88 : D2,5e
- 1988-89 : D2,16e
- 1989-90 : D3,3e
- 1990-91 : D3,8e
- 1991-95 : Inconnu
- 1996-97 : D4, DH centre 2e
- 1991-18 : Inconnu
- 2019-20 : 1er
- 2020-21 : 3e
- 2021-22 : D4, R1 Alger, 1re
- 2022-23 : D3, 2e
- 2023-24 : D3, 1re  LIR Centre-Ouest
- 2024-25 : D2, 3e Gr. Centre-Ouest
- 2025-26 :

### Parcours du JSEB en coupe d'Algérie de 1962 connue jusqu'à aujourd'hui
| Saison    | Tour                           | Matchs                         | Résultats                      |
| --------- | ------------------------------ | ------------------------------ | ------------------------------ |
| 1962-63   | 16/1                           | USMA                           | 2-0                            |
| 1963-64   | 4/1                            | MOC                            | 7-1                            |
| 1964-65   | 16/1                           | CRB                            | 3-1                            |
| 1967-68   | 32/1                           | CRB                            | 2-0                            |
| 1968-69   | 32/1                           | WAB                            | 1-0                            |
| 1969-70   | 32/1                           | NAHD                           | 1-1                            |
| 1970-71   | 32/1                           | MCA                            | 3-0                            |
| 1972-73   | 32/1                           | RCK                            | 1-0                            |
| 1976-77   | 32/1                           | CRB                            | 7-0                            |
| 1977-1981 | Aucune participation           | Aucune participation           | Aucune participation           |
| 1982-83   | 16/1                           | ASCO                           | 1-0                            |
| 1984-85   | 32/1                           | SRK                            | 1-0                            |
| 1985-86   | 32/1                           | MPA                            | 3-1                            |
| 1986-87   | 16/1                           | USMH                           | 2-0                            |
| 1987-88   | 32/1                           | USKA                           | 0-0                            |
| 1988-89   | 16/1                           | MCO                            | 2-0                            |
| 1989-90   | N.J                            | N.J                            | N.J                            |
| 1991-92   | 32/1                           | IRBH                           | 3-0                            |
| 1992-93   | N.J                            | N.J                            | N.J                            |
| 1993-2005 | Aucune participation / Inconnu | Aucune participation / Inconnu | Aucune participation / Inconnu |
| 2005-06   | 32/1                           | MOC                            | 2-0                            |
| 2007-08   | 32/1                           | ASO                            | 2-0                            |
| 2022-23   | 8/1                            | CRB                            | 2-0                            |

## Une école de football
la Jeunesse sportive d'El Biar quoique n'ayant jamais évolué dans  l'ultime palier de l'élite du football algérien  est une formation de football mythique au riche passé historique, elle était parmi les toutes premières écoles algeroise (comme Saint-Eugene) à avoir commencé à recruter des joueuses et des talents locales depuis 1956 l'équipe du Front de libération nationale  comptait dans ses rangs six joueurs de la JSEB : Abderahmane Ibrir, Abderahmane Soukhane, Amokrane Oualiken, Mohamed Soukhane, Smail Ibrir et Mohamed Maouche. Le club a  toujours été  un véritable réservoir de jeunes talents  qui ont servi le club algérois : Nasser Bouiche, Djamel Menad, Hamid Moha, Tarek Lazizi, Bouzid Mahiouz, Khaled Dékimeche, Brahim Ouahid, Bounekdja, Briki, Lahcen Nazef, Fouzi Moussouni, mehdi Khelfouni, Marcel, Lies Bahbouh, Ryad Chine, Mamidou Benmessaoud, Nourredine Neggazi...

## Anciens joueurs connu
- 🇩🇿Abderrahmane Ibrir
- 🇩🇿 Mohamed Maouche
- 🇩🇿 Nasser Bouiche
- 🇩🇿 Tarek Lazizi
- 🇩🇿 Khaled Dekimech
- 🇩🇿 Nassim Bounekdja
- 🇩🇿 Mohamed Hamdoud
- Zoubir Bachi
- 🇩🇿 Lahcen Nazef
- 🇩🇿 Djamel Menad
- Mahmoud Guendouz
- Rabah Saâdane
- Fouzi Moussouni
- Abdelhak Bencheikha
- Ouenes Bourai
- Mustapha Bourai
- Boualem Laroum
- Zoubir Menina
- Slimane Beraria
- Mohamed Ouaguenoune
- Fodil Djebbar
- Smail Mokhtari
- Sidali Ghomari
- Aradji Abdelkrim
- 🇩🇿 Bouzid Mahyouz
- 🇩🇿 Brahim Wahid
- Badek
- Djeha
- Kidali
- Isaad Dohmar
- Naïli Bilal
- 🇩🇿 Mohamed kezzal
- Mohamed Lamara
- Mourad Zemouri
- Farid Alim
- Abdesslem Bousri
- Larbi El Hadi
- Djamel Jefjef
- Smail Bourai
- Abdellah Bourai
- Mohamed Ouabri
- Farouk Alloune

## Structures du club
La JSEB reçoit depuis sa création au stade municipal d'El Biar, le stade Abderahmane Ibrir.

## Sources
-YOUCEF (créateur de la page)
-https://www.lrfa.org.dz/
-L'administration de la JSEB et de anciennes légendes